# Спіралі у фігурному катанні

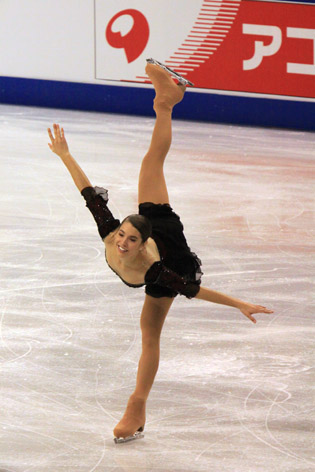
Алісса Сизні виконує спіраль «ластівка».

Спіралі у фігурному катанні — елементи у фігурному катанні, тривале ковзання на точному ребрі одного ковзана у незмінній позі з піднятою вверх вільною ногою. У результаті на льоду повинен залишитися слід з кривизною, що плавно змінюється. У виконанні цього елемента важлива краса та точність пози.
Традиційною спіраллю називають «ластівку», коли фігурист, ковзаючи на одній нозі, кладе тулуб горизонтально, а вільну ногу піднімає настільки високо, наскільки дозволяє розтяжка. Також до спіралей за традицією відносять елементи «кораблик» і «бауер», коли фігурист ковзає на двох ногах на зовнішніх або внутрішніх ребрах; подібні елементи вважаються сполучними та балів за техніку не дають.
До сезону 2012–2013 спіралі були обов'язковим елементом жіночого одиночного та парного катання. Спіралі рідко виконувалися чоловіками на олімпійському рівні до сезону 2012–2013, тому що не були обов'язковим елементом і чоловіки не могли отримувати бали за спіральні послідовності в оцінці елементів системи суддівства ІСУ. Попри це, деякі чоловіки-фігуристи відомі своїми спіралями, наприклад Толлер Кренстон, Пол Вайлі та Шон Сойєр.

## Техніка виконання

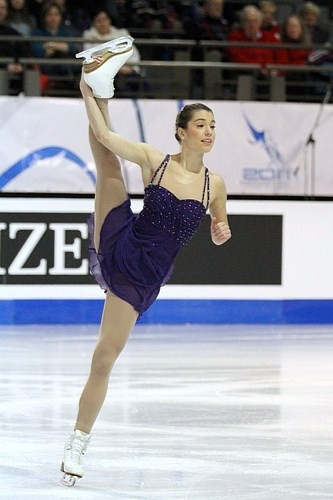
Алісса Сизні виконує Y-спіраль.

Назва «спіраль» вказує на край ковзанів. Цей хід зазвичай (але не виключно) демонструється на глибокому внутрішньому або зовнішньому краї. Коли фігурист рухається, він злегка ковзає ліворуч або праворуч (залежно від використовуваного краю) і продовжує рух по спіралі навколо льоду, якщо його утримувати достатньо довго.
Спіралі можна виконувати на 8 ребрах: вперед або назад, а також на внутрішніх або зовнішніх ребрах. Базова спіраль виконується з витягнутою і витягнутою назад вільною ногою вище рівня стегон. Багато фігуристів намагаються підняти ногу якомога вище, але важливіше, ніж висота вільної ноги, щоб вона була повністю витягнута і напруга положення зберігалася також у верхній частині тіла.
Судді дивляться на глибину, стабільність і контроль краю катання, швидкість і покриття льоду, розширення та інші фактори. Деякі фігуристи вміють змінювати ребра під час спіралі. Мішель Кван була відома своєю спіраллю зі зміною країв, у якій вона зберігала фіксоване положення арабески, змінюючи внутрішній край на зовнішній.

## Варіації спіралей

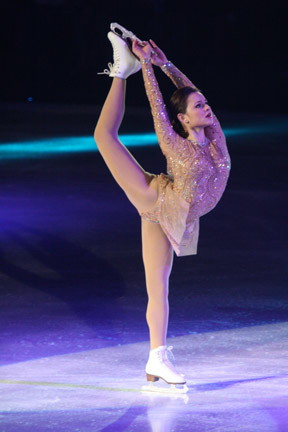
Саша Коен виконує спіраль «більман».

Спіралі також можна виконувати в інших положеннях, наприклад, з витягнутою вільною ногою вперед або вбік, із зігнутим коліном або з опорою на ногу, коліно або ковзан однією чи обома руками. Існує багато варіацій, і деякі назви, хоча і не офіційні, увійшли до загального вжитку.
- Спіраль «ластівка» (арабеска) — це основне положення спіралі. Вільна нога витягнута позаду тіла вище рівня стегон (принаймні під кутом 90 градусів). Деякі фігуристи можуть досягти вертикалі (180 градусів) за допомогою цієї позиції, але це не обов'язково.
- Спіралі «колечком» (англ. catch-foot) — не стосуються жодної окремої позиції, а загалом стосуються будь-якої спіралі, коли ковзан вільної ноги тримається в одній або обох руках. Спіралі «колечком» включають:
  - Спіраль «більман» — виконується з захопленням вільної ноги ззаду та підтягуванням над головою в положенні «більман». Ця спіраль може бути виконана на будь-якому з ребер спіралі.
  - Спіраль у перехресному більмані (англ. cross-grab spiral) — вільна нога перехоплюється або схрещеними руками, або однією рукою, протилежною вільній нозі.
  - Y-спіраль (англ. Y-spiral) або «олівець» — виконується із закиданням вільної ноги у бік з підняттям її якомога вище (виходить форма літери «Y»). При цьому фігурист, зазвичай, підняту ногу притримує рукою.
- Спіраль «Шарлотта» — тулуб опускається вперед до ноги, а вільна нога піднімається позаду в положенні, що наближається до шпагату.
- Спіраль «Керріган» — вільна нога, відкинута назад, тримається за коліно рукою. Ця спіраль названа на честь американської фігуристки Ненсі Керріган.
- Skid спіраль — складний поворот на льоду на 180 градусів, який виконується у спіральному положенні, використовуючи три оберти ковзання для зміни напрямків. Його придумав Робін Казінс, і особливо виконується Сашею Коен і Євгенією Медведєвою.
- Fan спіраль — «зворотня» спіраль, коли вільна нога піднімається вперед і трохи вбік. В ідеалі це положення слід утримувати з випрямленими ногами, хоча менш гнучкі фігуристи намагаються компенсувати брак сили або гнучкості, не розгинаючи повністю вільну ногу або згинаючи її.
- Перевернута спіраль — вільна нога тримається попереду, а фігурист нахиляється назад через край ковзанської стопи так, щоб верхня частина тіла фігуриста трималася майже паралельно льоду.

## Правила на сезон 2012—2013
«Спіральна послідовність» — це серія спіральних рухів, що виконуються разом. Спіральна послідовність була обов'язковим елементом для жінок і пар у міжнародних змаганнях до сезону 2012–2013. Відповідно до правил суддівської системи ІСУ, фігурист повинен утримувати кожну позицію по спіралі принаймні 3 секунди, щоб отримати зарахування.
Спіральна послідовність часто включала зміну краю спіралі. Була така сама спіральна позиція, але фігурист змінив ребро, на якому він катався. Найпоширенішим був передній внутрішній край до переднього зовнішнього краю.
З сезону 2012–2013 років спіралеподібну послідовність замінила хореографічна. Хореографічна послідовність необхідна для чоловічого, жіночого та парного катання. Вона складається зі связних рухів, неперелічених стрибків, обертових рухів тощо.
У короткій програмі спіраль не зараховується (розцінюється як сполучний елемент). У довільній програмі застосовується елемент «хореографічна доріжка» (ChSq). В одиночному катанні хореографічна доріжка здійснюється за основною. У жінок та пар вона повинна містити одну або кілька спіралей. Елемент не має рівня (технічна бригада фіксує факт виконання). Натомість залежно від оцінок суддів, фігурист може здобути від 0,5 до 4,1 очок.

## Галерея

### Одиночне катання

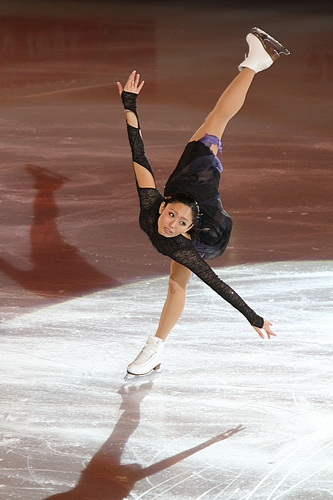
Спіраль «ластівка» (Мікі Андо)
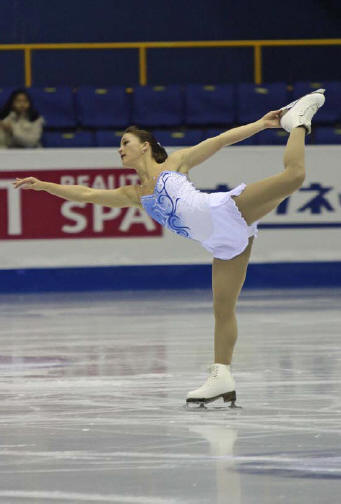
Спіраль «колечком» (Діана Шмітт)
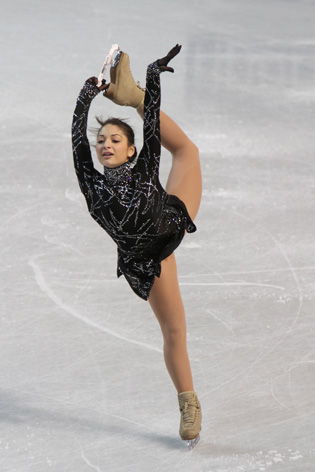
Спіраль «більман» (з однією рукою) (Елене Гедеванішвілі)
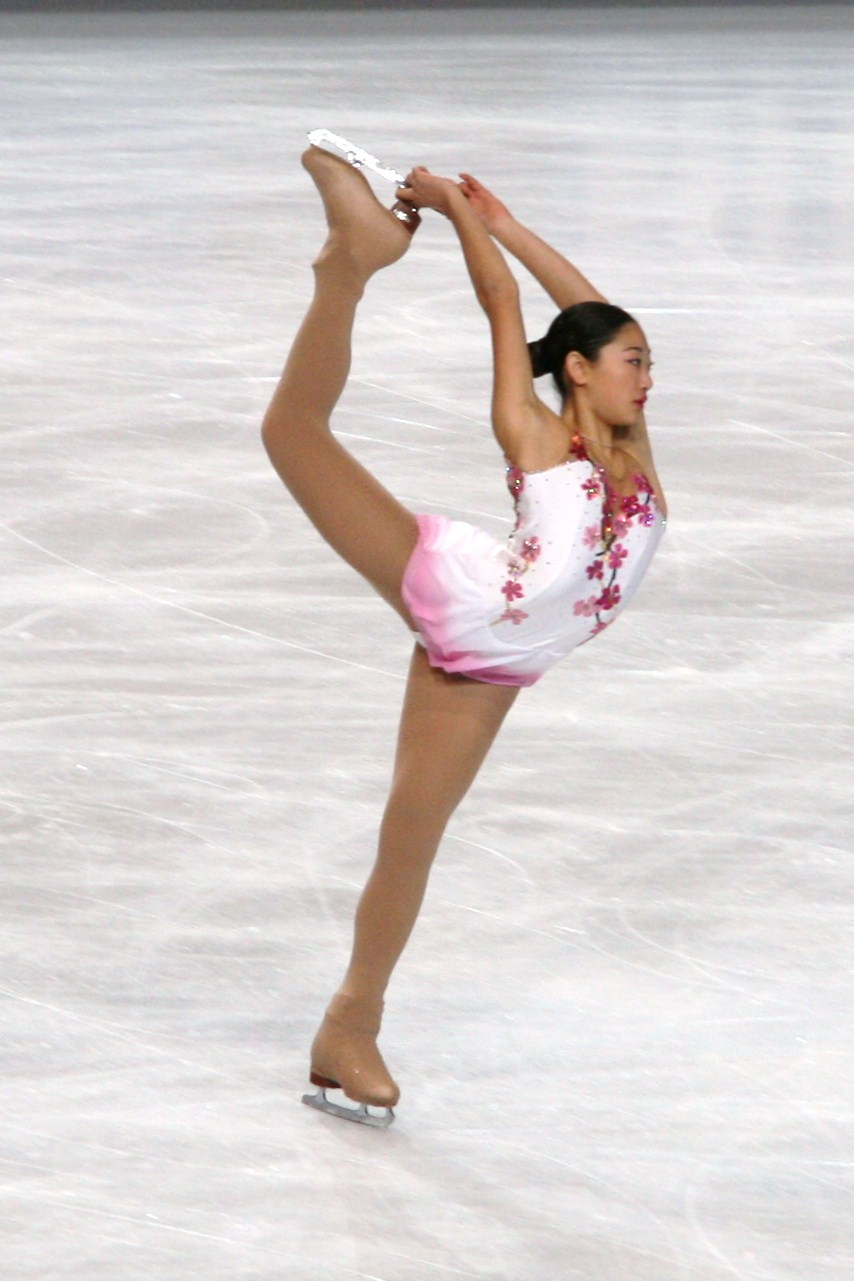
Спіраль «більман» (з двома руками) (Мірай Наґасу)
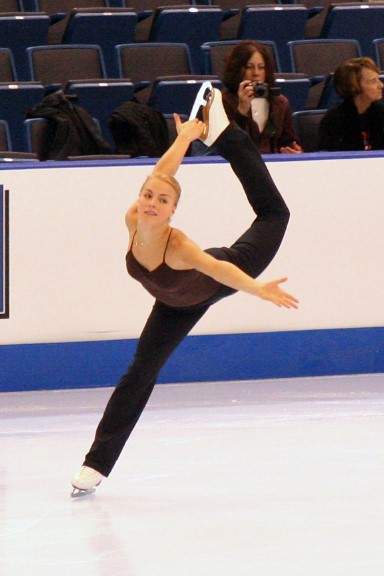
Спіраль у перехресному більмані (Кійра Корпі)
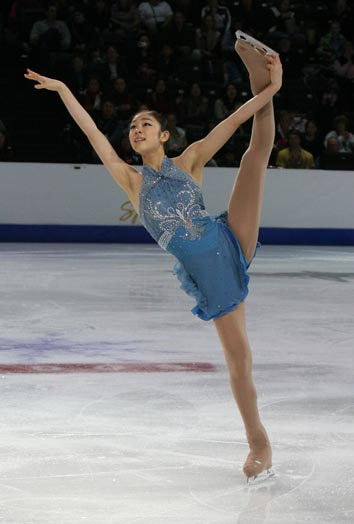
Y-спіраль (Йон А Кім)
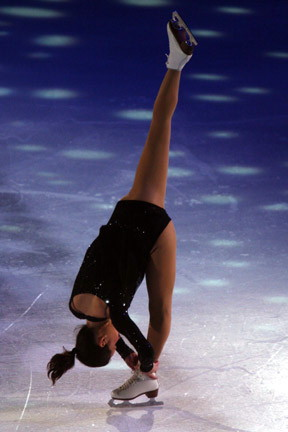
Спіраль «Шарлотта» (Саша Коен)
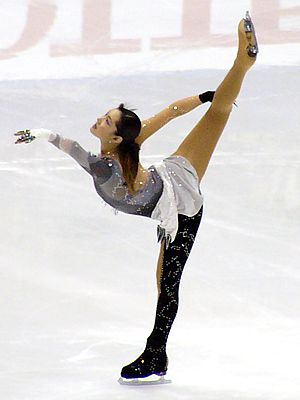
Спіраль «Керріган» (Сідзука Аракава)
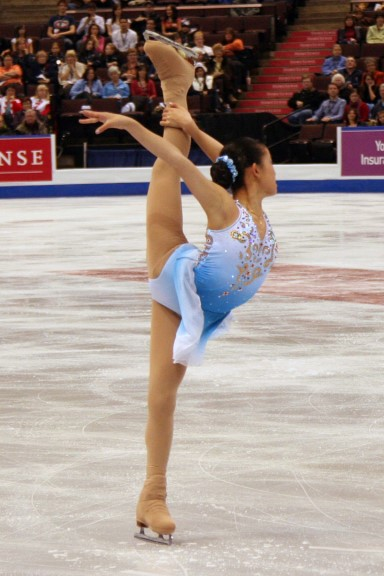
Варіація спіралі «Керріган» (Керолайн Чжан)
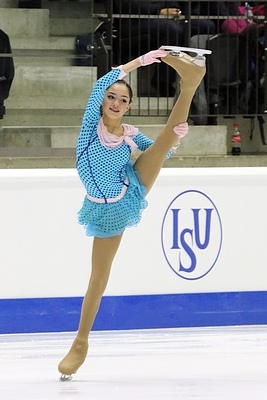
Skid спіраль (Євгенія Медведєва)
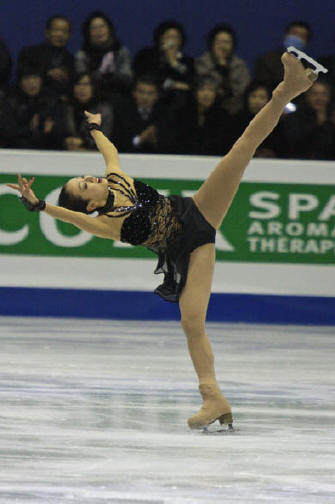
Fan спіраль (Мао Асада)

### Парне катання

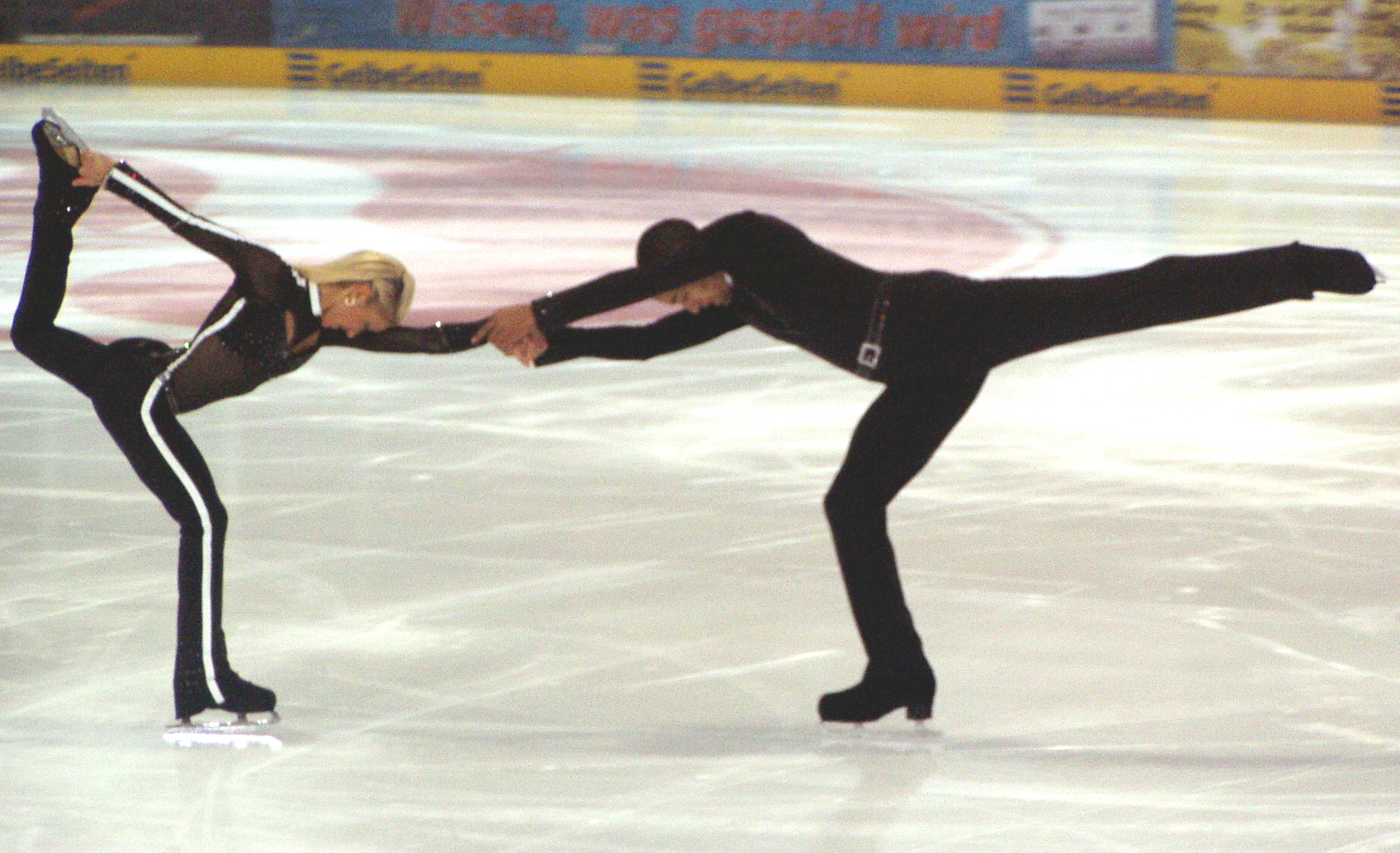
Парні спіралі «колечком» та «ластівка» (Альона Савченко & Робін Шолкови)
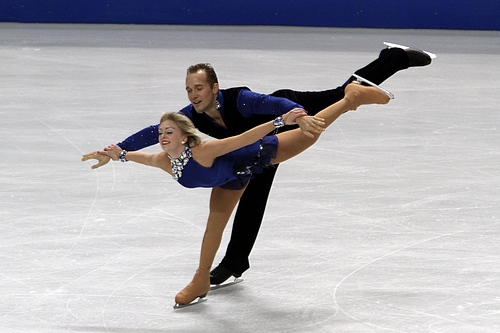
Парна спіраль «ластівка» (Кейді Денні & Олексій Меншиков)
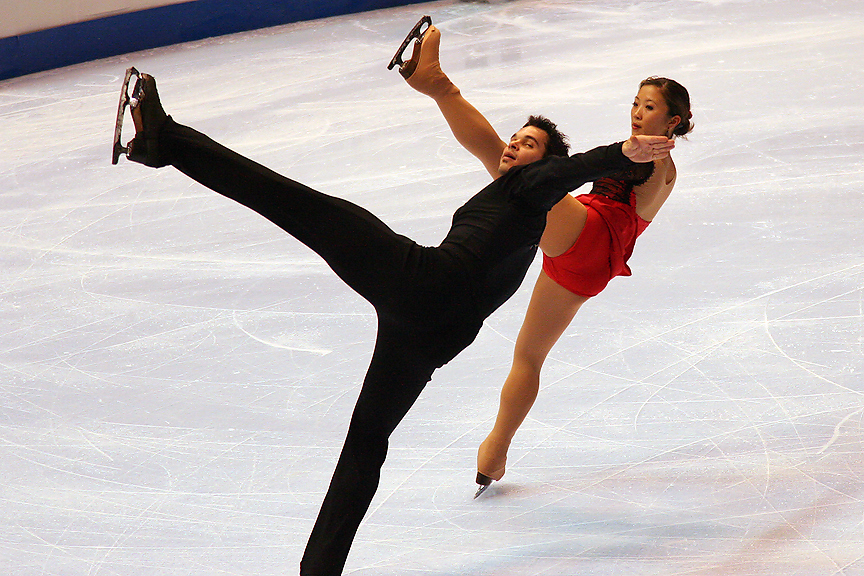
Парна Fan спіраль (Наомі Нарі Нам & Фемістокл Лефтеріс)
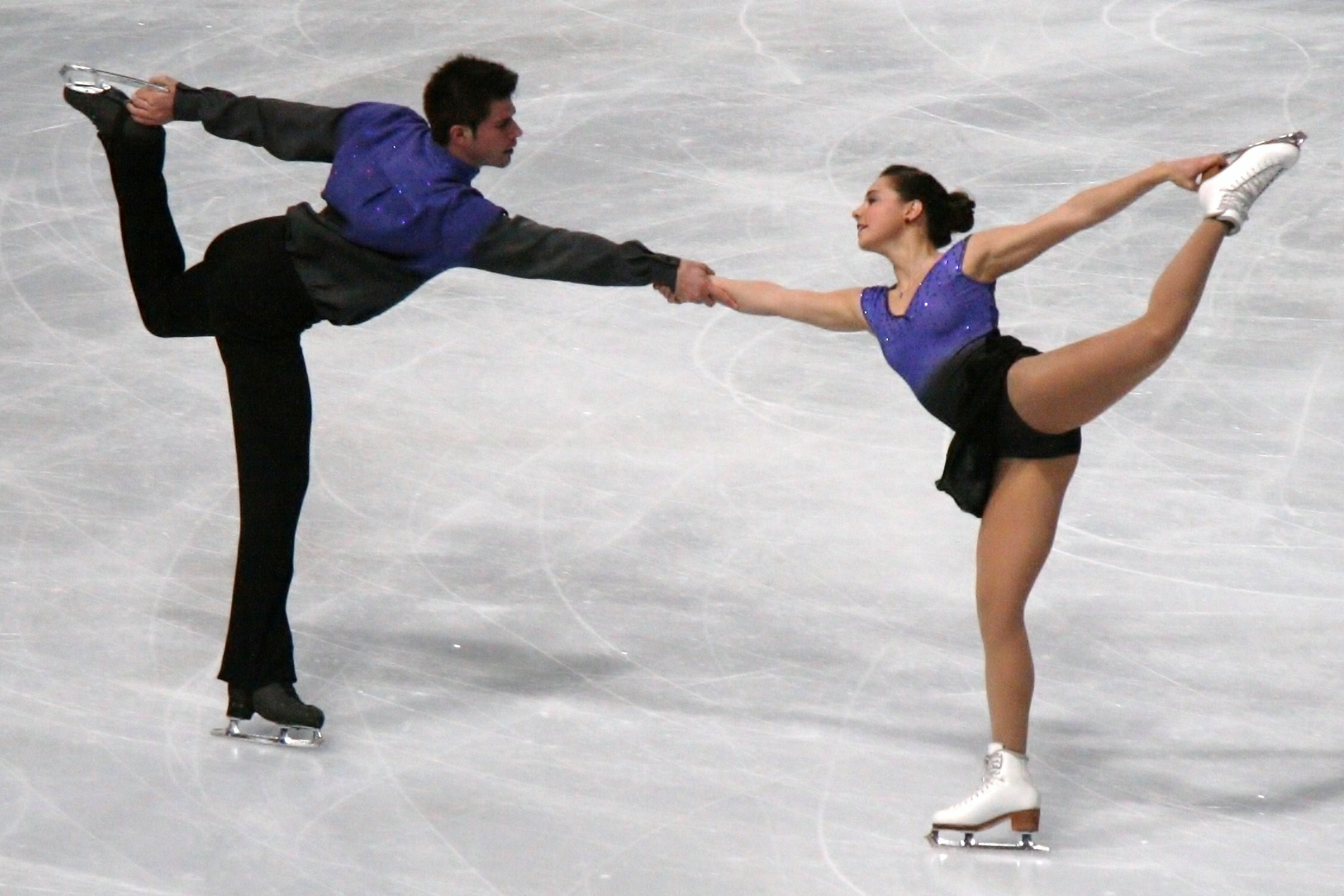
Парна спіраль «більман» (Джессіка Дюб & Себастьян Вульф)
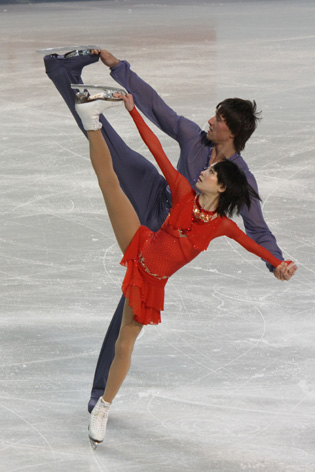
Парна Y-спіраль (Юко Каваґуті & Олександр Смірнов)
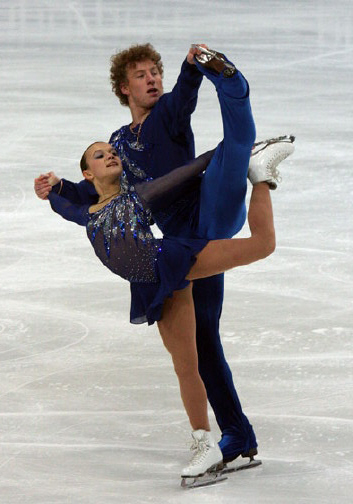
Y-спіраль та спіраль «колечком» (Любов Ілюшечкіна & Нодарі Майсурадзе)
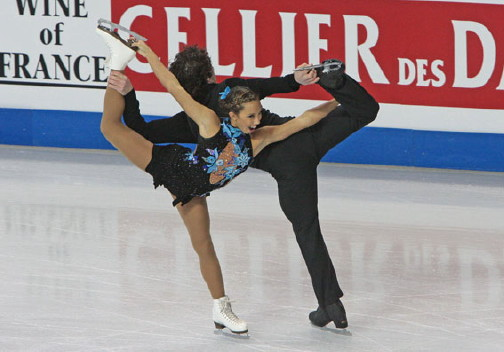
Парна спіраль «колечком» (Кеана Маклафлін & Рокні Брубейкер)